# Jinožábří
Jinožábří (Aulopiformes) jsou diverzifikovaný řád mořských paprskoploutvých ryb pojmenovaný podle neobvyklé stavby žaberních oblouků. Kromě dalších detailů ve stavbě kostry se vyznačují absencí plynového měchýře. Mají cykloidní šupiny a často i tukovou ploutvičku. Je u nich běžný hermafroditismus. Jde o spíše drobnější ryby (do 0,5 m dlouhé), ale dlouhonosové dorůstají až dvoumetrové délky. Využívají různé životní strategie: někteří (např. ještěrohlavci) žijí na dně mělkých moří, ale mnoho zástupců patří mezi obyvatele hlubin, kde žijí buď na dně, nebo pelagicky. Živí se dravě. Do řádu patří skoro 290 recentních druhů, které jsou řazeny do 17 čeledí ve třech podřádech. Jinožábří mají bohatý fosilní záznam. Někteří ještěrohlavcovití mají hospodářský význam, zejména bumalo indický je důležitou lovnou rybou v Indickém oceánu.  

## Popis

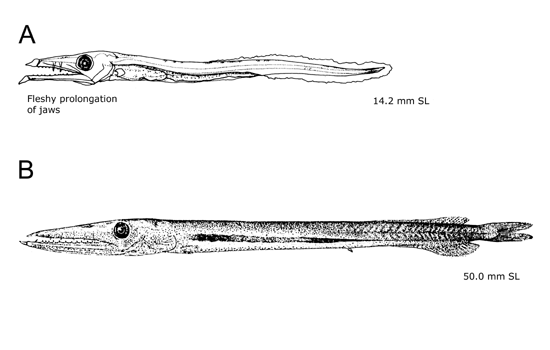
Dýkozub farao a jeho larva (nahoře) s odlišným uspořádáním ploutví

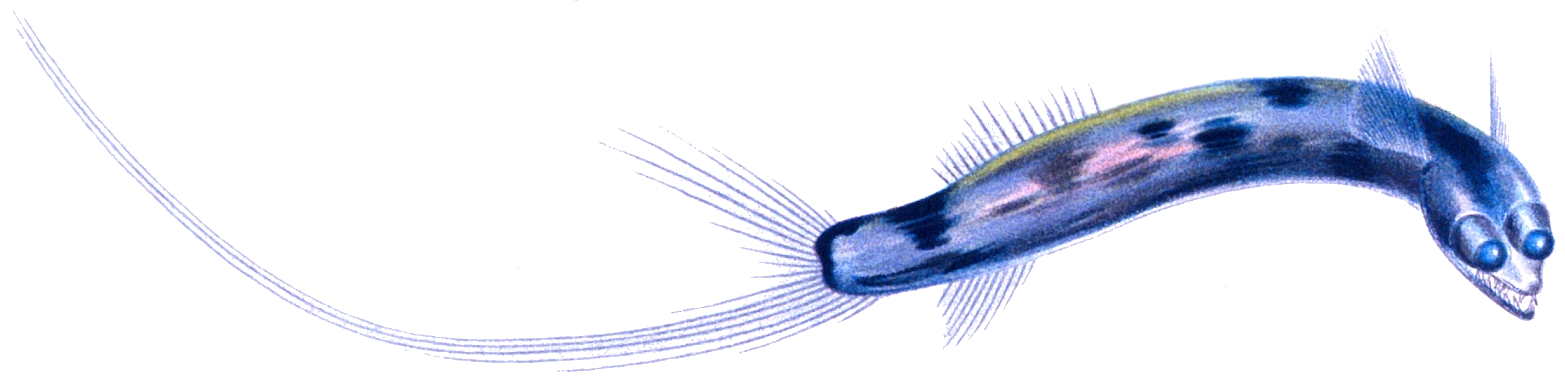
Gigantury s nápadně teleskopickýma očima a chybějícími břišními ploutvemi jsou nejspíše nejpodivnější zástupci jinožábrých

Jinožábří, jak napovídá jméno řádu, mají modifikované žábry. Na žaberních obloucích došlo především k prodloužení výběžku na skeletu horní části druhého oblouku (na jeho epibranchiale). Tento výběžek (processus hamatus) směřuje vzhůru k nejhornější části třetího oblouku (k jeho pharyngobranchiale). Toto přemostění souvisí s výrazným vybočením přední části nejhornější kůstky (pharyngobranchiália) druhého žaberního oblouku do strany. Vyznačují se i dalšími detaily ve stavbě skeletu jako je chrupavčité spojení ve střední linii pánevního pletence nebo přítomnost mezisvalových kůstek pod páteří (epipleurálních kůstek) daleko vepředu až pod prvním či druhým obratlem.

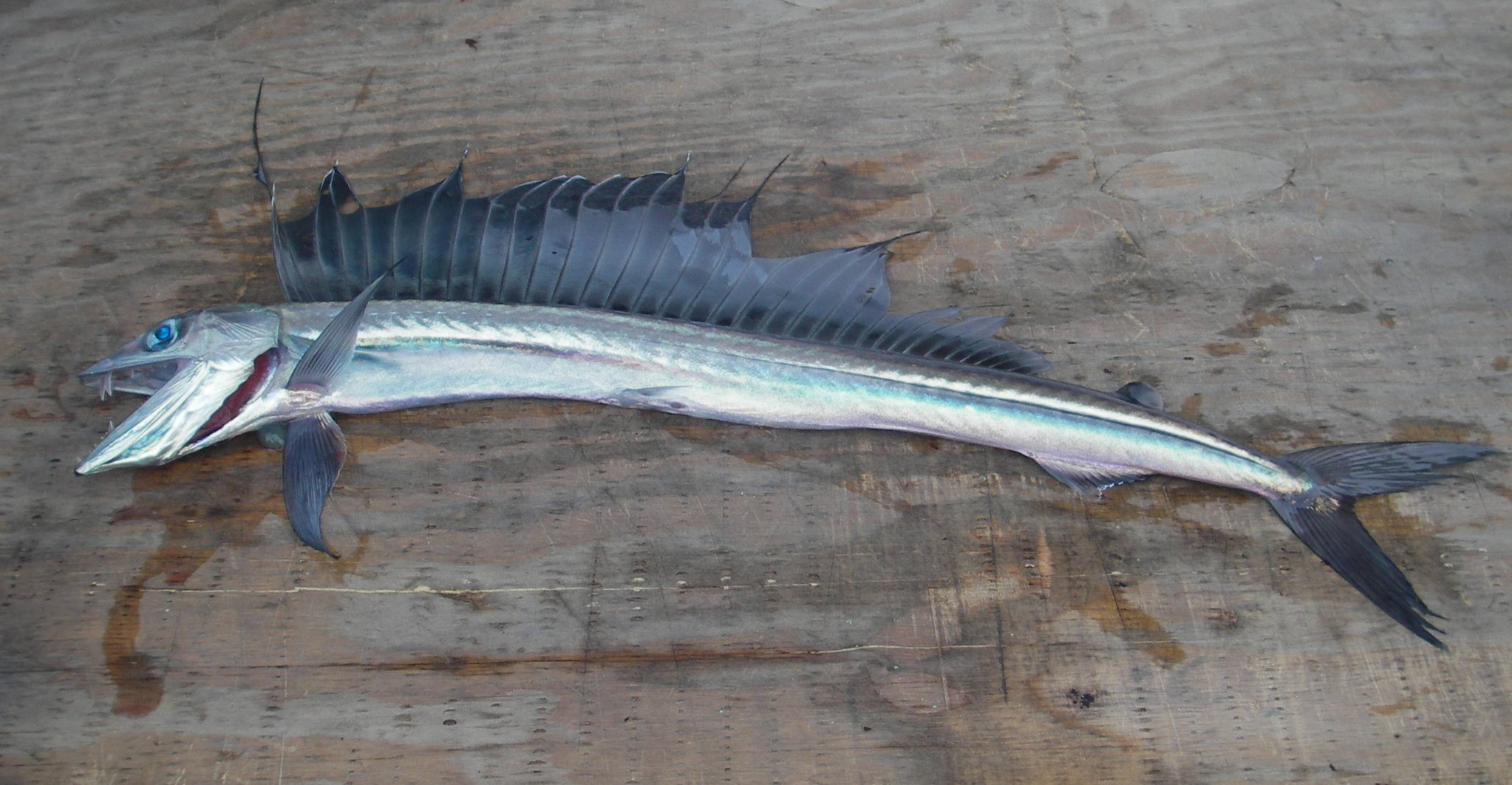
Dlouhonos třásnitý, největší zástupce řádu

Dalším významným znakem jinožábrých je ztráta plynového měchýře. Mnoho z nich funguje jako simultánní hermafroditi, mají tedy zároveň funkční samčí i samičí pohlavní orgány. K přechodu k hermafroditismu došlo během evoluce řádu jen jednou, a to na bázi podřádu Alepisauroidei patrně ve spodní křídě. Jde o největší a zároveň nejstarší známou skupinu obratlovců s tímto způsobem rozmnožování. Často mají vyvinutou tukovou ploutvičku. Tělo mají kryto cykloidními šupinami, pročež se někdy řadí do nadřádu či sekce pojmenované Cyclosquamata, jejíž jsou jedinými zástupci. Jejich rozsáhlá sesterská skupina zahrnující mnoho dalších řádů se pak označuje jako Ctenosquamata, neboť u nich převažují ktenoidní šupiny.
Larvy jinožábrých mohou být odlišného vzhledu nežli dospělci. Některé druhy procházejí velmi výraznou metamorfózou, extrémním příkladem jsou gigantury, které během metamorfózy ztrácejí celou řadu kostí lebky, břišní ploutve a významně mění tvar těla.
Zástupci jinožábrých jsou spíše menší ryby (většinou méně než půl metru dlouhé), ale jejich největší zástupci, dlouhonosové, jsou až dvoumetroví. Dlouhonosové jsou velmi nápadní dlouhou, plachtovitě zvětšenou hřbetní ploutví neznámé funkce.

## Výskyt
Jinožábří obývají různorodé mořské biotopy. Jsou mezi nimi obyvatelé korálových útesů a písčitých mělčin, ale i mořských hlubin, kde mohou žít jak pelagicky, tak na dně. Dna mělčích moří obývají zejména zástupci podřádu Aulopoidei, ostatní se vyskytují spíše v hlubinách (v hloubkách přes 200 m), kde se nadčeleď Alepisauroidea a nezávisle na nich gigantury přizpůsobily pelagickému způsobu života. Především hlubokomořští zástupci jinožábrých vykazují vysokou morfologickou disparitu (různotvárnost). Dna hlubokých vod jsou patrně v rámci jinožábrých původním biotopem obývaným jejich předky, k invazi do mělčích vod a k přechodu k pelagickému životu došlo až později.

## Ekologie

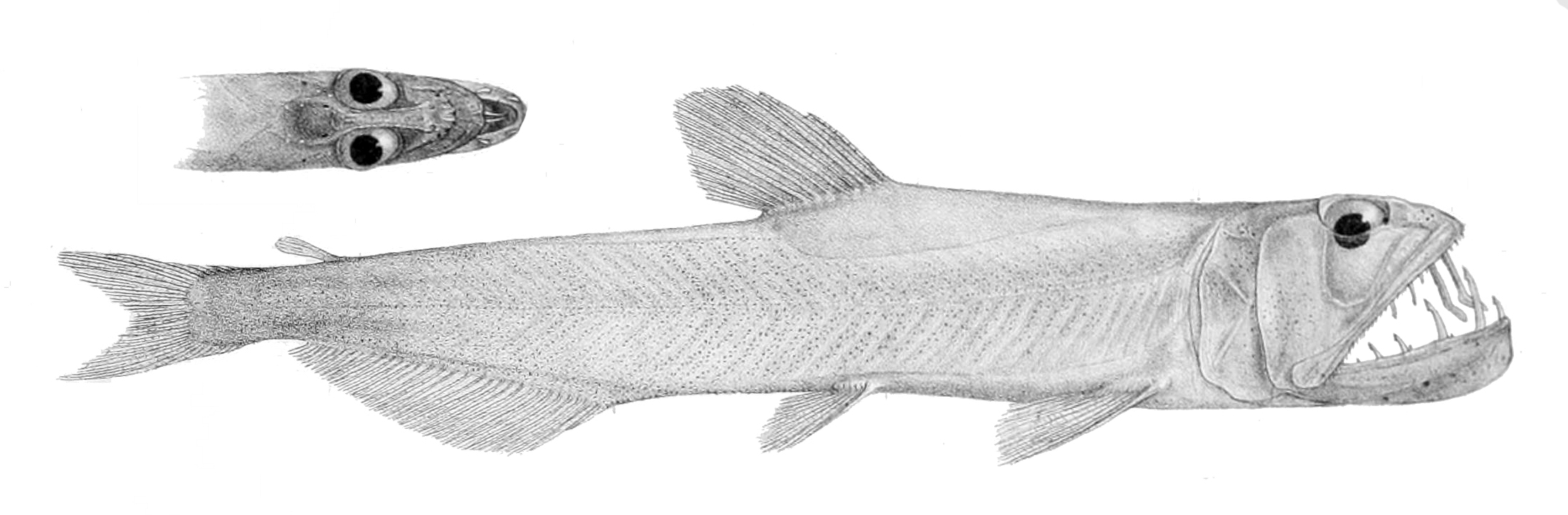
Dlouhozubec dravý s nápadně velikými zuby a vzhůru namířenýma očima

Jinožábří jsou dravé ryby. Bentičtí Aulopoidei číhají na dně a prudkým výpadem přepadávají kolem plující kořist. Mají vřetenovitá těla, která nebrání rychlému útoku. Zvláštní adaptaci mezi bentickými jinožábrými mají některé bezočky, jejichž trup je vyzdvižen nade dno pomocí paprsků prsních a ocasní ploutví, o něž se tyto ryby opírají. Asi 40 % zástupců řádu žije v hlubinách pelagicky. Bývají protáhlejší nežli jejich na dně žijící příbuzní a mívají protažené také čelisti vyzbrojené nápadnými zuby. Ve vodním sloupci se často staví do vertikální polohy a loví nad nimi proplouvající kořist. Stříbroočky a dlouhozubci se takto nechovají, po kořisti pátrají v horizontální poloze, jejich velké teleskopické (trubicovitě protažené) oči jsou však namířeny vzhůru proti hladině. Někteří jinožábří jsou schopni bioluminiscence.

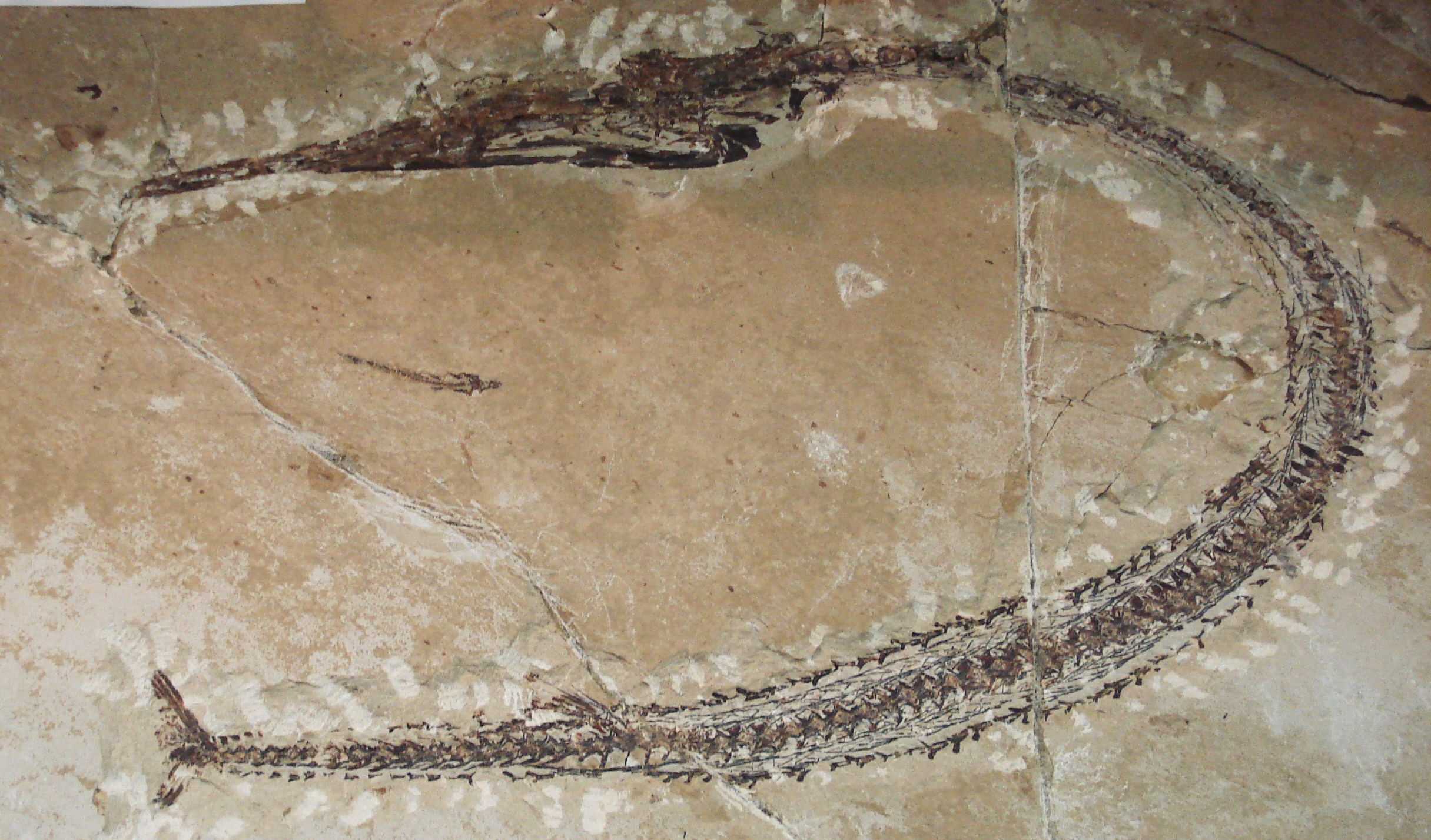
Dercetis, jeden z křídových zástupců jinožábrých

Barakudiny jsou spíše drobné (většinou kolem 15 cm dlouhé) rybky, ale hrají významnou roli v mořských potravních řetězcích, protože požírají menší živočichy a samy se stávají kořistí mnoha větších ryb včetně těch hospodářsky významných (tuňáci, mečouni, lososi). Dlouhonosové jsou jedny z největších ryb mesopelagické zóny (tj. hloubek asi 200–1000 m) a hrají zde roli vrcholových predátorů. Z jejich žaludků se podařilo získat exempláře řady jinak jen vzácně ulovených hlubinných ryb. Některé hlubinné ryby byly dokonce na základě kusů získaných z žaludků dlouhonosů popsány.

## Paleontologie
Jinožábří mají poměrně bohatý fosilní záznam. Významnou fosilní čeledí jsou Enchodontidae. tak jako v případě většiny dalších fosilních nálezů jde o křídové pelagické mořské predátory. Enchodontidae patří patrně do příbuzenstva dlouhonosovitých v rámci nadčeledi Alepisaurodea.

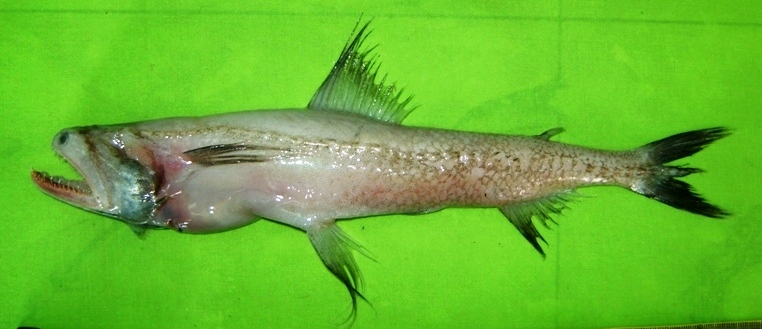
Bumalo indický

## Význam
Ještěrohlavci, kteří se vyskytují v mělčích vodách, jsou loveni, hlavně v Asii. Velký význam má pelagický druh bumalo indický (Harpadon nehereus), jehož bylo v roce 2019 v Indickém oceánu vyloveno přes 190 000 tun.

## Taxonomie

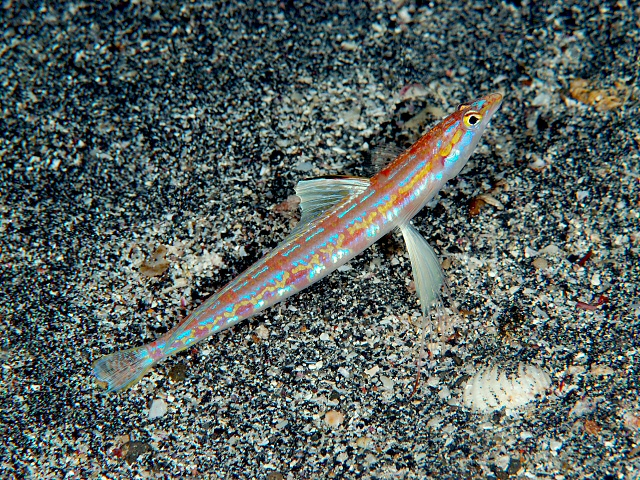
Pískovníček japonský

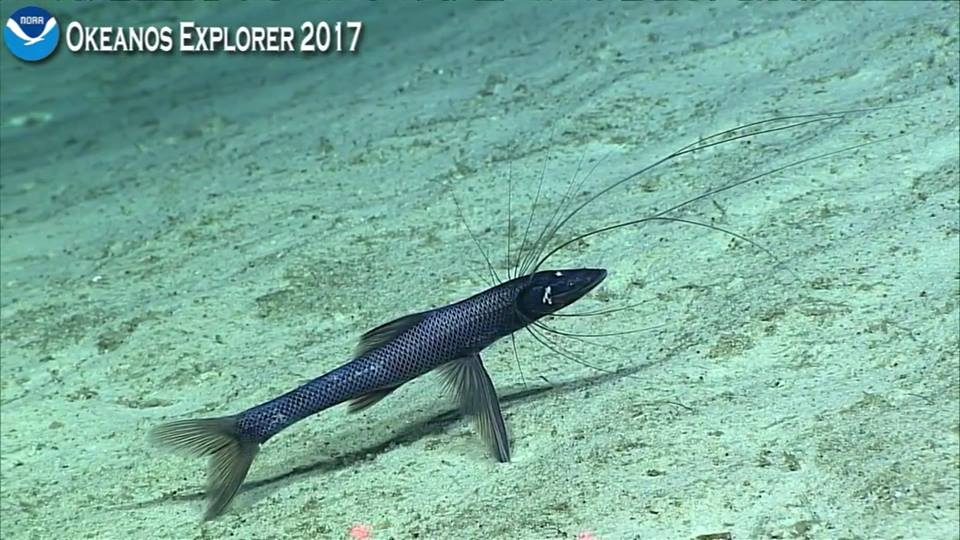
Bezočka černobarvá

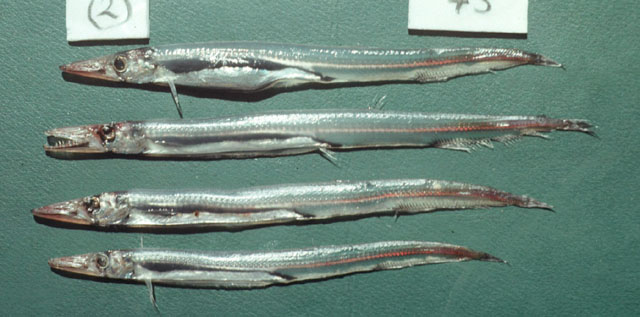
Barakudina japonská

Recentní jinožábří zahrnují asi 44 rodů a 289 druhů ryb, jsou klasifikováni celkem do 3 podřádů a 17 čeledí. České názvosloví je založeno na pracích L. Hanela a jeho kolegů.
- Podřád Aulopoidei
  - Čeleď jinožábrovkovití (Aulopidae)
  - Čeleď pískovníčkovití (Pseudotrichonotidae)
  - Čeleď ještěrohlavcovití (Synodontidae)
- Podřád Paraulopoidei
  - Čeleď paraulopovití (Paraulopidae)
- Podřád Alepisauroidei
  - Nadčeleď Ipnopoidea
    - Čeleď bezočkovití (Ipnopidae)
    - Čeleď giganturovití (Giganturidae)
    - Čeleď Bathysauroididae
    - Čeleď Bathysauridae

  - Nadčeleď Chlorophthalmoidea
    - Čeleď zelenoočkovití (Chlorophthalmidae)

  - Nadčeleď Notosudoidea
    - Čeleď štíhluškovití (Notosudidae)

  - Nadčeleď Alepisauroidea
    - Čeleď stříbroočkovití (Scopelarchidae)
    - Čeleď dlouhozubcovití (Evermannellidae)
    - Čeleď Sudidae
    - Čeleď barakudinovití (Paralepididae)
    - Čeleď dlouhonosovití (Alepisauridae)
    - Čeleď Lestidiidae

Dříve rozlišované čeledi dýkozubovití (Anotopteridae) a tesákozubcovití (Omosudidae) jsou přeřazeny do čeledi dlouhonosovitých.